# インディオス・デ・マヤグエス
インディオス・デ・マヤグエス（スペイン語: Indios de Mayagüez、英語: Mayagüez Indians）は、プエルトリコのウインターリーグであるリーガ・デ・ベイスボル・プロフェシオナル・ロベルト・クレメンテに所属するプロ野球チーム。1938年のリーグ創設時から加盟しており、クリオージョス・デ・カグアスと並び歴代最多タイとなる18回の優勝を誇る。1978年と1992年にはプエルトリコ代表としてカリビアンシリーズを制した。他の中南米のウィンターリーグと同様に開催時期が日本プロ野球のオフシーズンにあたることから、日本の各球団から選手やコーチが派遣されることもある。
本拠地はプエルトリコのマヤグエスにあるエスタディオ・イシドーロ・ガルシアである。同球場では2010年の第21回中央アメリカ・カリブ海競技大会に向けた改修工事が行われたため、2007年からの3年間はアグアディーヤの球場で試合を行っていた。改修工事により、現在の収容人数は10,500人となっている。
2015年には、オリックス・バファローズの山﨑福也と吉田一将が、日本のプロ野球界がオフシーズンである11月から1カ月間、インディオス・デ・マヤグエスに参加した。この時の経験について「精神面が強くなった」と感想を述べている。山﨑福が「カーブの大事さを再確認できました」と言えば、吉田一は「直球すね。向こうはムービング系の球が全盛なんで、きれいなフォーシームは逆に武器になると言われた」と付け加えた。
2019年11月6日、読売ジャイアンツは古川侑利、高田萌生両投手と杉内俊哉２軍投手コーチを派遣することを発表した。同年7月にトレードで東北楽天ゴールデンイーグルスから入団した古川は「球団からは、先発ローテーションで貯金が作れるよう頑張ってくれと言われた。僕のいい所は真っすぐの強さだが、変化球の精度をもっと追求したい」と述べ、3年目の高田は「とにかく真っすぐの精度。そこが一軍で活躍するのに一番大事ではないかと考えている。プエルトリコで向上させたい」と話した。
素顔丸出しでインディアンの被り物をしているオッサンが、チームのオフィシャルマスコット。チケット代は一律5ドル。

## 主な選手
- 山﨑福也（2015年）
- 吉田一将（2015年）
- 古川侑利（2019年）
- 高田萌生（2019年）
- ケニス・バルガス（2019年）
- ジョナサン・アルバラデホ（2019年）- 元読売ジャイアンツ